# Jules Chéret
Jules Chéret (født 31. maj 1836 i Paris; død 23. september 1932 i Nice)
var en fransk litograf, grafiker og maler, en af pionererne inden for moderne plakatkunst.
Chéret var fra 1849 i lære som litograf og studerede desuden tegning; 1859-66 arbejdede han i London med udformning af plakater og smudsomslag. Med støtte fra parfumefabrikanten Eugène Rimmel kunne han 1866 etablere sit eget litografiske værksted i Paris.
| - Udvalg af Jules Chérets plakater - Plakat til Vert-Vert, komisk opera af Jacques Offenbach, 1869 - Plakat til La Diva af Offenbach, 1869 - Til 2. opsætning af Brigands af Offenbach, 1878 - Lactéoline, 1881 - badesalt - Bal au Moulin rouge, 1889 - Moulin Rouge, 1890 - Cacao Lhara, o. 1890 - Geraudel-pastiller, o. 1890 - Blomsterfestival i Bagnères-de-Luchon(fr), 1890 - Sæbe fra Cosmydor, 1891 - La Comédie pour Les Montmartrois de Jean Goudezki et Léopold Gangloff, 1891 - Quinquina Dubonnet, 1895 - Pétrole de sûreté Saxoléine, 1895. Lampeolie - Pétrole de sûreté Saxoléine, 1896-1900 - Masquerade, o. 1900 - "La Musique", 1898. Allegori - "La Danse", 1899. Allegori - Punch Grassot, 1896-1900 - Arlette Dorgère, o. 1904 |